# برنارد لي نيل
برنارد لي نيل (بالبريتانية: Bernez an Nail)‏ هو كاتب فرنسي، ولد في 12 فبراير 1946 في باريس في فرنسا، وتوفي في 5 يناير 2010.